# Йенсен, Вигго (гимнаст, легкоатлет, стрелок и тяжелоатлет)
Александер Вигго Йенсен (дат. Alexander Viggo Jensen; 22 июня 1874, Копенгаген — 2 ноября 1930, Копенгаген) — датский гимнаст, легкоатлет, стрелок и тяжелоатлет, чемпион и призёр летних Олимпийских игр 1896, первый победитель Игр от Дании.
Йенсен участвовал в летних Олимпийских играх 1896, соревнуясь в четырёх видах спорта, и в летних Олимпийских играх 1900, соревнуясь только в стрельбе.
Основным амплуа Йенсена на Играх в Афинах была тяжёлая атлетика. Он соревновался в обеих дисциплинах — толчок двумя и одной рукой. В первом соревновании, основная борьба шла между ним и британцем Ланчестоном Эллиотом. Они подняли одинаковый вес в 111,5 кг, но судьи присудили победу датчанину. Правда в следующем состязании, он поднял 57 кг, что было на 14 кг меньше результата Эллиота, и Йенсен занял второе место.
В состязаниях по стрельбе, лучший его результат был в соревновании на армейской винтовке на 300 м. Получив 1305 очков, он занял третье место. Также, он участвовал в стрельбе из армейской винтовки на дистанцию 200 м, но, показав результат 1640 очков, он занял шестое место.
Среди легкоатлетических дисциплин, Йенсен участвовал в толкании ядра и метании диска. В первом соревновании, он занял четвёртое место (результат неизвестен), а во втором у него позиция между 5 и 9 местом.
Последним видом спорта, в котором выступал Йенсен, стала гимнастика. Он соревновался только в лазании по канату, и занял четвёртое место.
Через четыре года, Йенсен участвовал в летних Олимпийских играх в Париже. Он участвовал только в стрельбе из винтовки. В стрельбе стоя, он занял 11-е место вместе со своим соотечественником Андерсом Нильсеном, набрав 277 очков. В стрельбе с колена, Йенсен, набрав 290 очков, разделил 13 место с норвежцем Хелльмером Хермандсеном. В стрельбе лёжа, он опять оказался с ним на одной позиции, но уже на 10 месте, набрав по 308 очков. Затем, все эти результаты были сложены, и он занял уже 15 место. Последней его дисциплиной была командная стрельба, и его команда стала 4-й.